# David Orlowsky

David Orlowsky

David Orlowsky (* 26. August 1981 in Tübingen) ist ein deutscher Klarinettist.

## Werdegang
Er studierte klassische Klarinette bei Manfred Lindner an der Folkwang Universität der Künste in Essen (2002–2007) sowie bei Charles Neidich und Ayako Oshima an der Manhattan School of Music in New York (2008).
Im Alter von 16 Jahren gründete er das David Orlowsky Trio (mit Jens-Uwe Popp, Gitarre und Florian Dohrmann, Kontrabass) (früher bekannt als Klezmorim). Das Trio beendete seine Zusammenarbeit im Jahr 2019 nach 21 gemeinsamen Jahren.
Konzertreisen führen ihn regelmäßig nach Europa, Amerika und Asien.
Musikalische Partner waren oder sind das Danish String Quartet, Igor Levit, Avi Avital, Radio Filharmonisch Orkest, Deutsches Kammerorchester Berlin, Kammerakademie Potsdam, Dominique Horwitz, Singer Pur, Vilde Frang, Daniel Hope, Nils Mönkemeyer, Fauré Quartett, Vogler-Quartett Quartetto di Cremona, Martha Argerich, Anastasia Kobekina und Lauma Skride.
Bei Sony Classical hat er mehrere CDs veröffentlicht und wurde dreimal mit dem Echo Klassik ausgezeichnet.
Im Mai 2022 veröffentlicht er zusammen mit dem Lautenisten David Bergmüller das Album „Alter Ego“ bei Warner Classics. Auf dem Album befinden sich Eigenkompositionen von ihm und David Bergmüller, sowie Bearbeitungen von Werken von John Dowland, Henry Purcell und Anderen.
Seine Kompositionen werden weltweit von Schott Musik verlegt.

## Auszeichnungen
- 2008 wurde das Trio David Orlowskys Klezmorim mit dem Echo Klassik in der Kategorie „Klassik ohne Grenzen“ ausgezeichnet.
- 2011 erhielt Orlowsky den Echo Klassik in der gleichen Kategorie zusammen mit dem Ensemble Singer Pur für das Album Jeremiah[6].
- 2015 wurde das David Orlowsky Trio erneut mit dem Echo Klassik in der Kategorie „Klassik ohne Grenzen“ ausgezeichnet, diesmal für das Album Klezmer Kings – A Tribute.[7]

## Diskografie
- 2001 – David Orlowsky's Klezmorim: Sedum (Way Out Records)
- 2003 – David Orlowsky's Klezmorim: Panta Rhei (Way Out Records)
- 2004 – David Orlowsky's Klezmorim: Lark (Way Out Records)
- 2007 – David Orlowsky's Klezmorim: Noema (Sony Classical)
- 2008 – David Orlowsky Trio: Nessiah (Sony Classical)
- 2010 – David Orlowsky, Singer Pur: Jeremiah (Sony Classical)
- 2011 – David Orlowsky Trio: Chronos (Sony Classical)
- 2011 – David Orlowsky, Vogler-Quartett: Golijov – The Dreams and Prayers of Isaac The Blind / Mozart – Klarinettenquintett KV 581 (Sony Classical)
- 2014 – David Orlowsky Trio: Klezmer Kings - A Tribute (Sony Classical)
- 2015 – David Orlowsky Trio: Symphonic Klezmer (Sony Classical)
- 2017 – David Orlowsky Trio: Paris – Odessa (Sony Classical)
- 2019 – David Orlowsky Trio: One Last Night-Live at Elbphilharmonie Hamburg (Sony Classical)
- 2022 – David Orlowsky & David Bergmüller: Alter Ego (Warner Classics)
- 2024 – David Orlowsky: Petrichor (Warner Classics)